# 대불정여래밀인수증요의제보살만행수능엄경 권1～2
대불정여래밀인수증요의제보살만행수능엄경 권1～2(大佛頂如來密因修證了義諸菩薩萬行首楞嚴經 卷一～二)는 대한민국 경기도 고양시 일산동구 원각사에 있는 조선시대의 목판본 불경이다. 2020년 1월 6일 대한민국의 보물 제2056호로 지정되었다.

## 지정 사유
'대불정여래밀인수증요의제보살만행수능엄경(大佛頂如來密因修證了義諸菩薩萬行首楞嚴經)'은 대승불교(大乘佛敎)에서 중요시하는 경전(經典)의 하나로서 '대불정수능엄경' 또는 '능엄경'이라 줄여서 부르기도 한다.
지정 대상인 '대불정여래밀인수증요의제보살만행수능엄경 권1～2'(이하 능엄경 권1～2)는 총 10권으로 구성된 내용 중 권1～2에 해당한다. 이 경전은 태상왕(太上王)으로 있던 태조 이성계가 승려 신총(信聰)에게 대자(大字)로 판하본(板下本)을 쓰게 한 뒤 1401(태종 1)년에 판각하여 간행한 것이다.
최초 판각된 이후 조금 늦게 인쇄된 것으로 보이나, 기 보물 지정된 동일 판본(|보물 제759호)의 일부 결락된 장수(張數)를 보완해 주고 본문 좌측에 일(一), 이(二) 등 본문 해석을 돕기 위한 석독구결(釋讀口訣)의 사례 등이 확인되어 조선시대 구결 연구를 위한 중요한 자료로 평가할 수 있다.
또한 15세기 말까지 사용된 반치음(ᅀ)과 옛이응(ᅌ) 등의 묵서 기록은 이 자료의 간행 시기를 추정할 수 있는 근거가 된다. 특히 교정 흔적은 간경도감(刊經都監) 언해본 간행을 위한 과정으로 판단되어 늦어도 15세기 무렵 인쇄된 것임을 추측케 한다.
이 '능엄경 권1～2'는 조선의 독자적 필체에 의한 판본으로서, 조선 초기 불경 간행의 양상을 살펴볼 수 있고 중세 국어 연구에 있어 귀중한 자료로 판단되어 보물로 지정하여 연구 및 보존할 가치가 있다.

## 같이 보기
- 대불정여래밀인수증요의제보살만행수능엄경 - 보물 제759호, 국립중앙박물관 소장

## 참고 자료
- 대불정여래밀인수증요의제보살만행수능엄경 권1～2 - 국가유산청 국가유산포털